# Hyōka
Hyōka (氷菓 lit. Postre helado?) es una novela de misterio japonesa escrita por Honobu Yonezawa. Es el primer volumen de la serie Club de literatura clásica (古典部 Koten-bu?). Cinco volúmenes adicionales han sido publicados entre 2002 y 2016. Una adaptación al manga dibujada por Task Ohna comenzó a ser serializada en la edición de la Kadokawa Shoten's Shōnen Ace de 26 de enero de 2012. Una adaptación al anime de 22 episodios producida por Kyoto Animation y dirigida por Yasuhiro Takemoto se retransmitió desde el 22 de abril hasta el 16 de septiembre de 2012. En el 2017, FUNimation Entertainment licenció el anime para su transmisión en Estados Unidos y fue doblada en inglés.

## Argumento
Narra la historia de Hotarou Oreki y sus tres amigos que pertenecen al Club de Literatura Clásica, club al cual la hermana de Hotarou pertenecía en su tiempo de estudiante. Un día Hotarou recibe una carta de su hermana, que en ese instante se encontraba de viaje, para pedirle que se uniera a dicho club para mantenerlo con vida, ya que al tener pocos miembros corría el riesgo de disolverse. Sin embargo, por más que el club es de literatura clásica, Hotarou y los otros miembros del club se dedican a resolver cualquier misterio que surja dentro o fuera de su escuela. Hotarou es un chico perezoso, que prefiere no hacer nada para así "ahorrar energías", pero Eru Chitanda (Presidenta del Club de Literatura Clásica) lo obligará a que resuelva todos los enigmas y preguntas que se le presenten.

## Personajes
Hōtarō Oreki (折木 奉太郎 Oreki Hōtarō?)
Voz por: Yūichi Nakamura
Es un joven racional cuya ley de vida es: "Yo no hago nada que no tenga que hacer, y lo que tenga que hacer lo hago rápido". Se une al Club Clásico a petición de su hermana mayor, Tomoe Oreki, para que cambie su estilo de vida. Él dice que no le gusta desperdiciar energía, pero si se le da un misterio para considerar, verá a través de ello hasta que lo resuelva con brillantez por sus deducciones lógicas. Para él, Eru Chitanda es "alguien que no puede ignorar", indicando que puede tener sentimientos por ella, y ante la insistencia de ésta por resolver sus preguntas, él pronto se encuentra más involucrado con la vida de la escuela secundaria y se sorprende de verse "gastando energías".
Eru Chitanda (千反田 える Chitanda Eru?)
Voz por: Satomi Satō
Una joven curiosa que se une al Club Clásico. La frase favorita de Eru es: "¡No puedo dejar de pensar en ello!" (私はそれについて考えるのをやめることはできません！"Watashi wa sore ni tsuite kangaeru no o yameru koto wa dekimasen!"). A pesar de que tiene las mejores calificaciones en los estudios, a menudo es tonta y se basa en las habilidades de razonamiento de Oreki con frecuencia. Es una chica energética que está bien versada en la tradición del pueblo, ya que es procedente de un linaje de agricultores locales ricos. Cada vez que un misterio es traído a ella, no será capaz de dejar de pensar en él hasta que se resuelve. Tiene una gran admiración por Oreki, a menudo lo alaba por su talento en la solución de misterios.
Satoshi Fukube (福部 里志 Fukube Satoshi?)
Voz por: Daisuke Sakaguchi
Su lema es: "Una base de datos no puede sacar conclusiones". Es un compañero de Hōtarō, quien se une al Club Clásico con él. Está orgulloso de su impresionante memoria, refiriéndose a sí mismo como una "base de datos humana", y lleva siempre una sonrisa. Aunque siempre incita a Oreki a participar más en la vida, se revela que está secretamente celoso de Oreki por sus habilidades de razonamiento crítico. Llama a Mayaka Ibara por su nombre de pila, lo que indica que los dos son muy cercanos. Más tarde, Satoshi revela que él tiene sentimientos por Mayaka, pero que no quiere convertirse en un "obsesionado" con ella.
Mayaka Ibara (伊原 摩耶花 Ibara Mayaka?)
Voz por: Ai Kayano
El cuarto miembro del Club Clásico, se unió después de los otros tres. Ella y los chicos asistieron a la misma escuela secundaria. No se lleva bien con Hōtarō aunque su relación comienza a mejorar después de que ella se hace amiga de Eru. Mayaka tiene una pasión por el manga y es también un miembro del club de manga de la escuela, a pesar de que es extremadamente reacia en expresarlo. Desde hace mucho tiempo está enamorada de Satoshi y se lo ha expresado abiertamente, no obstante siempre la ha tratado de una manera frívola. Ella se refiere a Satoshi como "Fuku-chan" y a Eru como "Chi-chan".

### Estudiantes de la Clase 2-F
Fuyumi Irisu (入須 冬実 Irisu Fuyumi?)
Voz por|Yukana
Una amiga de Eru. Una chica hermosa conocida por su apodo Jotei (女 帝, "emperatriz"). Es experta en manipular a otros, pero envidia a Chitanda por su ingenuidad. Ella lidera a los miembros de su clase en la realización de una película independiente para el Festival Kan'ya.
Kurako Eba (江波 倉子 Eba Kurako?)
Voz por|Aoi Yūki
Una amiga cercana de Hongō. Parece tímida y reservada, y también describe a Hongō como "diligente, cuidadosa, tiene un fuerte sentido de responsabilidad, ridículamente amable y fácil de conmover".
Junya Nakajo (中城 順哉 Nakajō Jun'ya?)
Voz por|Takayuki Kondō
Asistente de dirección en la película independiente de la Clase 2-F. Fue uno de los tres detectives involucrados en resolver el misterio del guion no finalizado de Hongō.
Tomohiro Haba (羽場 智博 Haba Tomohiro?)
Voz por|Atsushi Abe
El Director en la película independiente de la Clase 2-F. También fue uno de los tres detectives involucrados en resolver el misterio del guion no finalizado de Hongō.
Misaki Sawakiguchi (沢木口 美崎 Sawakiguchi Misaki?)
Voz por|Mariya Ise
La directora de publicidad en la película independiente de la Clase 2-F. Ella fue una de las tres detectives involucradas en resolver el misterio del guion no finalizado de Hongō.
Takeo Kaito (海藤 武雄 Kaito Takeo?)
Voz por|Katsuyuki Konishi
Jiro Sugimura (杉村 二郎 Sugimura Jiro?)
Voz por|Miyu Irino
Midori Yamanishi (山西 みどり  Yamanishi Midori?)
Voz por|Ami Koshimizu
Mamiko Senoue (瀬之上 真美子 Senoue Mamiko?)
Voz por|Ryo Hirohashi
Takeo Katsuta (勝田 竹男 Katsuta Takeo?)
Voz por|Yuki Tai
Yuri Konosu (鴻巣 友里 Konosu Yuri?)
Voz por|Minori Chihara

## Contenido de la obra

### Novelas
Hyōka es la primera novela de la serie Club de Literatura Clásica (古典部 Koten-bu?), escrita por Honobu Yonezawa y publicada por Kadokawa Shoten el 31 de octubre de 2001. A 30 de noviembre de 2016 se han publicado 6 volúmenes de la serie. Además se han publicado unas historias cortas publicadas en la revista de Yasei Jidai, Kadokawa Shoten.

#### Lista de volúmenes
| No. | Título                                                                                  | Publicación original    | ISBN                   |
| --- | --------------------------------------------------------------------------------------- | ----------------------- | ---------------------- |
| 1   | Hyōka (氷菓 ?)                                                                          | 31 de octubre de 2001   | ISBN 978-4-04-427101-5 |
| 2   | Créditos finales de los tontos (愚者のエンドロール Gusha no Endorōru?)                  | 31 de julio de 2002     | ISBN 978-4-04-427102-2 |
| 3   | La orden Kudryavka (クドリャフカの順番 Kudryavka no Junban?)                            | 30 de junio de 2005     | ISBN 978-4-04-427103-9 |
| 4   | La muñeca que tomó un desvío (遠まわりする雛 Tōmawari Suru Hina?)                       | 3 de octubre de 2007    | ISBN 978-4-04-873811-8 |
| 5   | Distancia aproximada entre dos personas (ふたりの距離の概算 Futari no Kyori no Gaisan?) | 24 de julio de 2010     | ISBN 978-4-04-874075-3 |
| 6   | Incluso si estoy con Tsubasa (まさら翼といわれても Imasara Tsubasa to Iwaretemo?)       | 30 de noviembre de 2016 | ISBN 978-4-04-104761-3 |

### Manga
Una adaptación al manga, titulada Hyōka e ilustrada por Task Ohna, comenzó la serialización en la edición de 26 de enero de 2012 de la Kadokawa Shoten s Shōnen Ace. El primer volumen tankōbon fue publicado el 26 de abril de 2012, y dieciséis volúmenes fueron publicados hasta el 25 de octubre de 2024.

#### Lista de volúmenes
| N.º | Fecha de lanzamiento     | ISBN original          |
| --- | ------------------------ | ---------------------- |
| 1   | 24 de abril de 2012      | ISBN 978-4-04-120270-8 |
| 2   | 23 de agosto de 2012     | ISBN 978-4-04-120271-5 |
| 3   | 24 de enero de 2013      | ISBN 978-4-04-120272-2 |
| 4   | 21 de junio de 2013      | ISBN 978-4-04-120740-6 |
| 5   | 24 de septiembre de 2013 | ISBN 978-4-04-120882-3 |
| 6   | 26 de abril de 2014      | ISBN 978-4-04-121096-3 |
| 7   | 26 de julio de 2014      | ISBN 978-4-04-101749-4 |
| 8   | 26 de enero de 2015      | ISBN 978-4-04-101750-0 |
| 9   | 26 de agosto de 2015     | ISBN 978-4-04-103588-7 |
| 10  | 26 de julio de 2016      | ISBN 978-4-04-103589-4 |
| 11  | 26 de octubre de 2017    | ISBN 978-4-04-103590-0 |
| 12  | 25 de mayo de 2019       | ISBN 978-4-04-103591-7 |
| 13  | 25 de noviembre de 2020  | ISBN 978-4-04-109730-4 |
| 14  | 25 de marzo de 2022      | ISBN 978-4-04-112386-7 |
| 15  | 25 de julio de 2023      | ISBN 978-4-04-114116-8 |
| 16  | 25 de octubre de 2024    | ISBN 978-4-04-115666-7 |

### Anime
Se lanzó una adaptación al anime en 22 episodios de las cuatro primeras novelas, dirigida por Yasuhiro Takemoto y producida por Kyoto Animation, se emitió en Japón entre el 22 de abril y el 16 de septiembre de 2012. Un OVA fue transmitido en línea en UStream el 8 de julio de 2012 y más tarde en Blu-ray con el tercer volumen del manga el 12 de enero de 2013. El primer episodio se estrenó el 14 de abril en un evento especial en el Cine Kadokawa,  Tokyo. La serie cuenta con cuatro canciones: dos temas de apertura y dos temas de finalización. El primer tema de apertura, que se utiliza para los primeros 11 episodios, es  "Yasashisa no Riyu"  ( 優し さ の 理由?) hecho por ChouCho, y el segundo tema de apertura es desde el episodio 12 en adelante, se llama  "Stride Mikansei"  ( 未完成 ストライド?) hecho por Saori Kodama. El primer tema final, que se utiliza para los primeros 11 episodios, es  "Madoromi no Yakusoku"  ( まどろみ の 約束?), y el segundo tema final a partir del episodio 12 en adelante es  "Kimi ni Matsuwaru Misuterī" ( 君 にまつわる ミステリー?); ambos temas son cantados por Satomi Sato y Ai Kayano. Crunchyroll obtuvo la licencia de la serie fuera de Asia.

#### Lista de episodios
| No.        | Título | Volúmen                        | Lanzamiento original     |
| ---------- | --- | ------------------------------ | ------------------------ |
| 1          | El regreso del distinguido club de literatura clásica (伝統ある古典部の再生 Dentō Aru Koten-bu no Saisei?)          | Hyouka                         | 22 de abril de 2012      |
| 2          | Las actividades del prestigioso club de literatura clásica (名誉ある古典部の活動 Meiyo Aru Koten-bu no Katsudō?)    | Hyouka                         | 29 de abril de 2012      |
| 3          | Las circunstancias descendentes del club de literatura clásica (事情ある古典部の末裔 Jijō Aru Koten-bu no Matsuei?) | Hyouka                         | 6 de mayo de 2012        |
| 4          | Los gloriosos días de antaño del club de literatura clásica (栄光ある古典部の昔日 Eikō Aru Koten-bu no Sekijitsu?)  | Hyouka                         | 13 de mayo de 2012       |
| 5          | La verdad sobre el histórico club de literatura clásica (歴史ある古典部の真実 Rekishi Aru Koten-bu no Shinjitsu?)   | Hyouka                         | 20 de mayo de 2012       |
| 6          | Cometiendo un pecado cardinal (大罪を犯す Taizai o Okasu?)                                                          | La muñeca que tomó un desvío   | 27 de mayo de 2012       |
| 7          | Al ver la verdadera naturaleza (正体見たり Shōtai Mitari?)                                                          | La muñeca que tomó un desvío   | 3 de junio de 2012       |
| 8          | ¡Vamos a ver una película! (試写会に行こう Shishakai ni Ikō!?)                                                      | Créditos finales de los tontos | 10 de junio de 2012      |
| 9          | El caso del asesinato en la aldea desierta de Furuoka (古丘廃村殺人事件 Furuoka Haison Satsujin Jiken?)             | Créditos finales de los tontos | 17 de junio de 2012      |
| 10         | Punto ciego para todos (万人の死角 Ban'nin no Shikaku?)                                                             | Créditos finales de los tontos | 24 de junio de 2012      |
| 11         | Créditos finales de los tontos (愚者のエンドロール Gusha no Endorōru?)                                              | Créditos finales de los tontos | 1 de julio de 2012       |
| 11.5 (OVA) | Lo que deberías tener (持つべきものは Motsu beki Mono wa?)                                                          | Original                       | 12 de enero de 2013      |
| 12         | Esas cosas se acumulan infinitamente (限りなく積まれた例のあれ Kagiri Naku Tsumareta Rei no Aren?)                  | La orden Kudryavka             | 8 de julio de 2012       |
| 13         | Un cadáver de noche (夕べには骸に Yūbe niwa Mukuro ni?)                                                             | La orden Kudryavka             | 15 de julio de 2012      |
| 14         | Fuego salvaje (ワイルド・ファイア Wairudo Faia?)                                                                    | La orden Kudryavka             | 22 de julio de 2012      |
| 15         | El caso Jūmonji (十文字事件 Jūmonji Jiken?)                                                                         | La orden Kudryavka             | 29 de julio de 2012      |
| 16         | El objetivo final (最後の標的 Saigo no Hyōteki?)                                                                    | La orden Kudryavka             | 5 de agosto de 2012      |
| 17         | La orden Kudryavka (クドリャフカの順番 Kudoryafuka no Junban?)                                                      | La orden Kudryavka             | 12 de agosto de 2012     |
| 18         | ¿La cordillera está despejada? (連峰は晴れているか Renpō wa Hareteiru ka?)                                          | ¿La cordillera está despejada? | 19 de agosto de 2012     |
| 19         | Alguien que tenga alguna idea (心あたりのある者は Kokoroatari no Aru Mono wa?)                                      | La muñeca que tomó un desvío   | 26 de agosto de 2012     |
| 20         | Feliz año nuevo (あきましておめでとう Akimashite Omedetō?)                                                          | La muñeca que tomó un desvío   | 2 de septiembre de 2012  |
| 21         | El caso del chocolate casero (手作りチョコレート事件 Tezukuri Chokorēto Jiken?)                                     | La muñeca que tomó un desvío   | 9 de septiembre de 2012  |
| 22         | La muñeca que tomó un desvío (遠まわりする雛 Tōmawari Suru Hina?)                                                   | La muñeca que tomó un desvío   | 16 de septiembre de 2012 |